# Università internazionale di Okinawa
L'Università internazionale di Okinawa (沖縄大学?, Okinawa Daigaku) è un'università privata sita a Naha, prefettura di Okinawa, in Giappone. Istituita nel 1972, possiede 4 facoltà suddivise in 10 indirizzi, 3 facoltà di specializzazione con 5 indirizzi e 4 istituti di ricerca per un totale di 5.851 studenti.

## Storia
Il 24 febbraio 1972 l'Università internazionale di Okinawa ottenne l'approvazione del governo delle Isole Ryukyu, allora proprietarie dell'isola di Okinawa, venendo istituita ufficialmente il giorno successivo, 25 febbraio. Il 23 aprile dello stesso anno, l'università aprì alle iscrizioni dei primi studenti.
Successivamente, con la restituzione di Okinawa al Giappone, l'università entrò sotto la giurisdizione del governo nipponico, benché sotto la supervisione degli Stati Uniti. Inizialmente l'università era suddivisa in due sedi (Università di Okinawa e International University), le quali vennero incorporate in una sola quando ancora si trovava sotto giurisdizione del governo ryukyano. La costruzione fu sovvenzionata dal Ministero della Pubblica Istruzione per 1 miliardo di yen, oltre a un prestito di 440 milioni dalla Japan Private School Promotion Foundation, e prevedeva edifici e strutture distribuiti su una superficie di 110.403 m².
Al momento della sua apertura contava 493 studenti, 18 insegnanti e 21 membri del personale provenienti dalla ex Università di Okinawa, 1.315 studenti, 30 insegnanti e 34 membri del personale della ex International University più 1.176 nuovi studenti iscritti, 20 insegnanti neoassunti, e 2 membri del personale di nuova assunzione. A maggio 2012 gli studenti erano 5.851, gli insegnanti a tempo pieno 32, e i membri del personale 81. Inoltre, l'università comprende 4 facoltà suddivise in 10 indirizzi, 3 facoltà di specializzazione con 5 indirizzi e 4 istituti di ricerca.

## Rapporti extra-culturali
L'università ha rapporti culturali con 10 diverse università all'estero oltre a disporre di un importante scambio internazionale di studenti e insegnanti attraverso programmi peculiari. Infatti, diversi studenti e docenti partecipano a una vasta gamma di attività internazionali atte a promuovere la pace e la comprensione tra i popoli. Queste attività si svolgono in molti Paesi e regioni differenti, sia dentro che fuori dal campus, con la partecipazione attiva delle facoltà, dei circoli studenteschi e del Centro Relazioni Internazionali, il quale si assume il compito di condurre gli scambi ufficiali tra l'università e le sue affiliate. Questa peculiarità è possibile grazie alla particolare posizione geografica di Okinawa, la quale nel corso della sua storia ha potuto beneficiare dell'influenza culturale di vari Paesi quali Cina, Taiwan, Corea e dello stesso Giappone, creando un tipo di cultura unico al mondo.
Le università affiliate con l'Università di Okinawa sono:
1. Università di Thungai (Taiwan) dal 1989
2. Hannam University (Corea del Sud) dal 1991
3. Università di Ulster (Regno Unito) dal 1995
4. Università di Macau (Cina) dal 1995
5. Università del Cairo (Egitto) dal 2003
6. Università di Rennes 2 (Francia) dal 2005
7. Università di Macquarie (Australia) dal 2006
8. Henderson State University (USA) dal 2008
9. Southern Utah University (USA) dal 2013
10. Vancouver Island University (Canada) dal 2013

## Studi e ricerca
L'università al suo interno ospita l'Istituto di cultura ryukyana, il cui obiettivo è quello di contribuire allo sviluppo della ricerca accademica sulle isole Ryukyu, con escursioni programmate a Taiwan, in Corea e nella provincia del Fujian in Cina, per condurre studi comparativi su ogni cultura; l'Istituto di ricerca industriale il cui obbiettivo è condurre ricerche teoriche ed empiriche sotto il punto di vista internazionale, al fine di contribuire al progresso della società industriale; l'Istituto di diritto e politica di Okinawa, che nasce come centro di studi su diritto e politica, organizzando eventi che includono convegni, incontri, conferenze e workshop; l'Istituto di economia e studi ambientali, il quale svolge attività di ricerca congiunta per l'economia e l'ambiente sotto il punto di vista internazionale e interdisciplinare, mirando a sviluppare gli studi di ricerca e di condividere i risultati con i residenti locali.
Inoltre, all'interno del campus, è presente una biblioteca che ospita circa 450.000 pubblicazioni, liberamente consultabili dagli studenti delle varie facoltà, oltre a essere equipaggiata di computer, lettori DVD e video e navigazione in Internet, tramite la quale i visitatori hanno la possibilità di raccogliere ulteriori informazioni, potendo imparare a utilizzare in modo efficiente tale tipologia di “biblioteca ibrida”, che fonde i media tradizionali con i nuovi media, in quanto molti documenti sono pubblicati elettronicamente. Infine, il Centro di lingua straniera si concentra sul miglioramento delle lingue straniere, proponendo corsi di inglese, tedesco, francese, cinese, coreano e spagnolo.